# Koolwittevlieg
De koolwittevlieg (Aleyrodes proletella, synoniem: Aleyrodes brassicae Walker) is een 1,5 mm grote wittevlieg met vier grijze vlekken op de vleugels, die behoort tot de familie Aleyrodidae. De vleugels zijn door de vorming van een poederachtige was wit. De kop met rode ogen en het borststuk van de koolwittevlieg zijn donker, terwijl de gele buik bedekt is met een waslaag. Bij verstoring van de plant vliegen de insecten op.

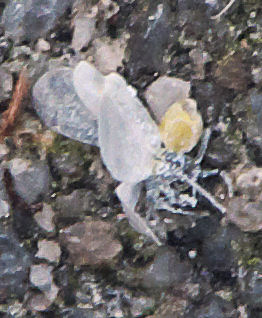
Koolwittevlieg

De koolwittevlieg komt voor op diverse koolgewassen, vooral spruitkool en boerenkool en wilde planten, zoals herderstasje. Ook komt de vlieg voor op aardbeiplanten. Het insect komt in kolonies voor op de achterkant van de bladeren. Ze zuigen in het floëem van de bladeren en vervuilen ze door afscheiding van honingdauw. Op de honingdauw ontstaat door schimmelgroei vervolgens roetdauw.
De soort kent een wereldwijde verspreiding.

## Levenscyclus
De koolwittevlieg heeft de volgende ontwikkelingsstadia: ei, eerste, tweede, derde en vierde larvale stadium, pop en volwassen insect (nimf). Er zijn meestal vier tot vijf generaties per jaar, waarbij de ontwikkelingsduur van een generatie varieert van drie tot zes weken. Een vrouwtje kan tot 150 eieren leggen. De langovale eieren worden afgezet vanaf half mei tot in oktober. Pas gelegde eieren zijn bleekgeel waarna ze donkerder worden. Na gemiddeld twaalf dagen komen de eieren uit. Het eerste larvale stadium is het enige mobiele, onvolwassen levensstadium. De 1,5–2 mm grote larven zijn wit tot donkergeel met op de buik twee gele vlekken. Het hele larvale stadium duurt gemiddeld tien dagen. De harde pop (het laatste larvestadium)
is geelachtig bruin. De volwassen koolwittevlieg komt via een T-opening uit de pop. De koolwittevlieg kan alleen overwinteren op een groene plant.